# 徐定联合县
徐定联合县，中国旧县名。
北岳抗日根据地设。1942年由河北省徐水、定兴二县合置。以两县首字为名。1945年撤销，仍恢复徐兴、定兴二县。